# Панонска низија у Србији
Панонска низија у Србији је географска област која обухвата део Панонске низије у границама данашње Србије. Заузима севрне делове Србије, укључујући Војводину, односно Срем, Банат и Бачку, а такође и равничарске области које леже јужно од река Саве и Дунава (Мачва, Посавотамнава, Смедеревско Подунавље). Највећи део Панонске низије у Србији лежи испод 200 m надморске висине, а „равничарску идилу“ ремете острвске планине, алувијалне равни, лесне заравни и пешчаре.

## Острвске планине
Острвске планине представљају остатке спуштеног дијела старе масе тј. унутрашњих Динарида. Протежу се од запада према истоку. Изграђене су од стијена различите старости: палеозојских шкриљаца, мезозојског кречњака итд. Падине Фрушке горе и Вршачких планина изграђени су од органских неогених седимената и плеистоцених наслага леса. Острвске планине Панонског басена у Србији су: Фрушка гора, Вршачке планине, Цер, Авала, Космај, Букуља, Венчац, Рудник, Гледићке планине, Јухор.

## Алувијалне равни
Алувијалне равни Дунава, Тисе, Мораве и Саве су карактеристичне за Панонски басен. То су најнижи и најмлађи облици рељефа овог подручја Србије. Састоје се од ријечних наноса: глине, пијеска и леса. Обрасле су ритским шумама и трстицима. Због честог плављења у алувијалним равнима спроводе се процеси мелиорације.

## Лесне заравни
Лесне заравни су еолски елементи рељефа у дну Панонског басена. Настале су током плеистоцена преносном снагом ветра. У басену Србије јавља се више заравни. То су: 
- Сремска лесна зараван - од Земуна до Вуковара, прекрива јужне падине Фрушке горе;
- Бачка лесна зараван - јужно од Бачке пешчаре, између Дунава, Тисе и Бачких канала;
- Тителска лесна зараван - на југоистоку Бачке, северно од ушћа Тисе у Дунав;
- Банатска лесна зараван - са свих страна опкољава Банатску пешчару.

Од свих лесних заравни могла се утврдити прелесна топографија. Сремска лесна зараван је навејана око Фрушкогорског гребена. На јужном ободу бачке лесне заравни у Новом Сивцу лес је у нижим деловима глиновит, а југоисточно од Старог Сивца песковит. Лесне заравни су навејане за време глацијалних стања и то у зимским временима. Велике панонске реке таложиле су песак и муљ у својим коритима док су у јесен и зиму ветрови разносили песак и муљ стварајући лесне заравни. Зиме глацијалних периода биле су сиромашне снегом, то је био посебан случај у ниским депресијама које су биле опкољене високим планинама. Лесне заравни су настале еолском акумулацијом тако да су у основи еолски облици.

## Пешчаре
Пешчаре су облици рељефа настали еолском ерозијом и акумулацијом. Јављају се у Панонском басену. Настале су радом ветрова у плеистоцену. У њима се јавља недостатак воде. Јављају се пешчане дине, а песак је некада био покретан - „живи песак“, а сада је умирен шумском и травном вегетацијом. Пешчаре у Србији су: 
- Банатска пешчара (или Делиблатска пешчара) - јужни Банат;
- Бачка пешчара (или Телечка пешчара) - северна Бачка, од Суботице до Баје, Сегедина и Будимпеште;
- Рамско-голубачка пешчара - испред улаза Дунава у Ђердап, у области Браничева и Стига.

## Јужни обод Панонске низије
Јужни обод Панонског басена у Србији протеже се од Дрине на западу до Хомољских планина на истоку. У геолошком саставу доминирају маринско-језерски седименти неогене старости који покривају тектонски рељеф овог дела земље. Рељеф обода највише је измењен речном ерозијом и денудацијом. Палеоабразиони, крашки, еолски и палеовулкански облици рељефа мање су заступљени. Јужни обод Панонског басена има таласаст изглед, а главни облици рељефа су површи, брежуљци, речне долине и котлине. Типске површи флувио-денудационог порекла, класично развијене у Шумадији, представљају морфолошку карактеристику обода. Са површи издижу се брежуљци и острвске планине (Цер, Влашић, Космај, Авала, Венчац, Гледићке планине, Јухор, Рудник). Долине Велике Мораве и Колубаре развиле су се у некадашњим заливима Паратетиса.

## Значај области у оквиру Србије
Просторе данашњег Панонског басена некада је прекривао праокеан Тетис, чијим повлачењем је и настао Панонски басен. Повлачењем, Тетис је иза себе оставио веома плодно тло, па се због тога Панонски басен назива још и „Житницом Србије“. За просторе ове регије особена је црница (или чернозем), као врста земљишта. Међутим, јавља се и тзв. деградирани чернозем, као и плодно алувијално тло и гајњаче.
Привреда ове области је добро развијена и као велика привредна средишта јављају се Нови Сад, Суботица, Београд, Сомбор, Зрењанин, Кикинда, Сремска Митровица, Шабац, Смедерево, Пожаревац, итд. Због веома плодног тла добро је развијена пољопривреда, а највише се гаје од воћа: шљиве, јабуке, крушке, ораси, трешње, вишње, кајсије, брескве; од поврћа: купус, пасуљ, парадајз и паприка; од житарица: кукуруз, пшеница, раж, јечам; од индустријских биљака: сунцокрет, шећерна репа, хмељ, мак. Најзначајнија пољопривредна производња је производња винове лозе и производња вина.

## Историја
Међу најстарије историјске помене равничарских предела у сверним областима данашње Србије спадају подаци античког грчког песника Аполонија са Родоса (3. век пре нове ере), који је у свом епу под насловом "Аргонаутика" поменуо да се река Истар (старогрчки назив за Дунав) узводно од земаља Скита и Трачана, у областима пусте Лаурионске равнице, дели на два рукавца, недалеко од планине Ангурон и стене зване Каулијак. Историчари сматрају да се ти подаци односе на јужни део Панонске низије, односно на планину Авалу и београдску стену изнад ушћа Саве у Дунав.